# Aephanemer
Aephanemer is een Franse deathmetalband uit Toulouse. De band is in 2013 begonnen als soloproject van Martin Hamiche, de huidige gitarist en componist van de band. In 2015 voegden zich drie andere bandleden bij Aephanemer en in 2016 kwam hun eerste studio-album Memento Mori uit. De band heeft sindsdien nog twee andere albums uitgebracht: Prokopton en A Dream of Wilderness. De eerste twee albums werden onafhankelijk uitgegeven, maar nadat Aephanemer een contract bij Napalm Records tekende, werd Prokopton heruitgebracht onder dit label.

## Biografie
Hamiche bracht onder de naam Aephanemer in 2014 de ep Know Thyself uit, een volledig instrumentaal album. Later realiseerde hij dat hij ook wilde optreden met zijn muziek en zodoende ging hij op zoek naar bandleden. Via internet-advertenties vond hij basgitarist Anthony Delmas, drummer Mickaël Bonnevialle en zangeres en slaggitarist Marion Bascoul. Na 2 jaar verliet Delmas de band en werd hij vervangen door Lucie Woaye-Hune. Zij speelde basgitaar op de twee laatste albums en bleef bij de band tot 2023. Laure Begue nam vanaf juni 2023 de functie van Woaye-Hune over voor Aephanemers live-optredens.
Aephanemer omschrijft hun muziekstijl als 'symfonische melodieuze deathmetal' en Hamiche componeert alle muziek, behalve de zang. De liedteksten worden voornamelijk gezongen in de voor deathmetal kenmerkende death growlstijl, maar Bascoul zingt op sommige nummers ook clean. Tot hun laatste album werden alle teksten door Bascoul in het Engels geschreven. A Dream of Wilderness bevat echter één volledig Frans nummer: Le Radeau de la Méduse, geïnspireerd door het gelijknamige werk van Théodore Géricault. 

## Discografie
Albums
- 2016 - Memento Mori
- 2019 - Prokopton
- 2021 - A Dream of Wilderness

Ep
- 2014 - Know Thyself